# Chorweiler
Chorweiler ist ein Stadtteil im Norden von Köln, etwa 10 Kilometer vom Stadtzentrum entfernt; es gehört zum gleichnamigen Stadtbezirk Chorweiler.

## Lage
Chorweiler grenzt im Osten an die Neusser Landstraße, die hier als B 9 verläuft. Des Weiteren grenzt Chorweiler im Osten an den Stadtteil Fühlingen. Hier befindet sich auch der Fühlinger See. Hierbei handelt es sich um ein künstlich angelegtes Gewässer, das aus verschiedenen großen zusammenhängenden Seen besteht. Im Süden von Chorweiler befindet sich Seeberg, im Westen der Stadtteil Volkhoven/Weiler. Hinter diesem verläuft die A 57. Im Norden grenzt Chorweiler an den Stadtteil Blumenberg, dem sich der Worringer Bruch anschließt.

## Geschichte
Das Zentrum von Chorweiler entstand in den 1970er Jahren als neuer Stadtteil und typisches Beispiel der Städte- und Wohnungsbaupolitik dieser Epoche. Die Idee einer Neuen Stadt des Architekten Fritz Schumacher von 1922 wurde 1957 wieder aufgegriffen, um der Wohnungsnot der Nachkriegszeit zu begegnen und Wohnraum in der Nähe der Industriegebiete im Norden der Stadt zu schaffen. Auf engem Raum sollte eine eigene kleine Stadt für 100.000 Menschen entstehen, die Wohnen, Arbeiten, Handel, Freizeit und soziale Einrichtungen auf kurzen Wegen verbinden würde. Dazu gehörte in den ursprünglichen Planungen östlich von Chorweiler zunächst ein etwa 2–3 km breiter Grünstreifen für Freizeit, Erholung und Immissionsschutz und östlich von diesem entlang des Rheins eine Industrieschiene von Merkenich bis Worringen.
Der Name entstand durch Zusammensetzung der Namen des Chorbuschs und des Stadtteils Weiler.
Eine Grundidee dieser Stadtplanung für die Neue Stadt war die Skyline: Im Süden wurde mit niedriger Bebauung – überwiegend ein- bis vierstöckig – begonnen, im Zentrum, dem eigentlichen Stadtteil Chorweiler, sollte es dann auf bis zu 30 Etagen ansteigen und im Norden langsam wieder herab.
Der Bau dieser Neuen Stadt geschah demzufolge von Süden nach Norden und dauert bis heute an. Die beiden südlichen Stadtteile, Heimersdorf und Seeberg, wurden in den 1960er Jahren fertiggestellt. Der zentrale Teil, die Bereiche Seeberg-Nord, Chorweiler und Chorweiler-Nord, wurden in den 1970er und 1980er Jahren erbaut.
Das Ergebnis war die größte Plattensiedlung in Nordrhein-Westfalen, in die 1972 die ersten Bewohner einzogen; 1976 wurde eine Einkaufszeile fertiggestellt. Insgesamt wurden – anders als geplant – Wohnungen für 40.000 Personen gebaut. Auch viele der geplanten Bürobauten wurden nicht umgesetzt, so dass sich die geplante Infrastruktur bald als zu großzügig erwies und das Konzept von „Leben und Arbeiten“ nicht verwirklicht wurde. Durch die teilweise 20-stöckige Hochhausbebauung ist der Stadtteil dennoch durch eine extrem hohe Bevölkerungsdichte gekennzeichnet.
Zahlreiche bekannte Architekten wirkten mit verschiedenen Gebäuden an der Neuen Stadt mit. So gibt es in der Riphahnstraße einen bemerkenswerten Komplex aus zehngeschossigem Hochhaus und einer Wohnstraße vom Pritzkerpreis-Träger Gottfried Böhm, das Sozial-Kulturelle Zentrum von Hans Schilling am Pariser Platz und im benachbarten Seeberg eine frühe Wohnbebauung von Oswald Mathias Ungers.
Die nördliche Fortsetzung des Gesamtprojekts, der Stadtteil Blumenberg, wurde ab den 1980er Jahren erbaut. Hier entstanden wieder zahlreiche Eigenheime, meist als Reihenhäuser.
Nordwestlich an Blumenberg anschließend soll in den nächsten Jahren der Stadtteil Kreuzfeld entstehen, der das gesamte Siedlungsband der „Neuen Stadt“ zum Abschluss bringt.
Überregionale Bekanntheit erlangte der Stadtteil durch eine Reportage des ZDF, die die Missstände und Probleme der unter vorherrschender Armut lebenden Bevölkerung aufzeigt. Viele Zitate des in der Reportage vorgestellten Chorweiler Bürgers Achim wurden ein Teil der Internetkultur und erhielten besonders von jungen Menschen große Rezeption.

### Stadterneuerungs- und Sanierungsmaßnahmen

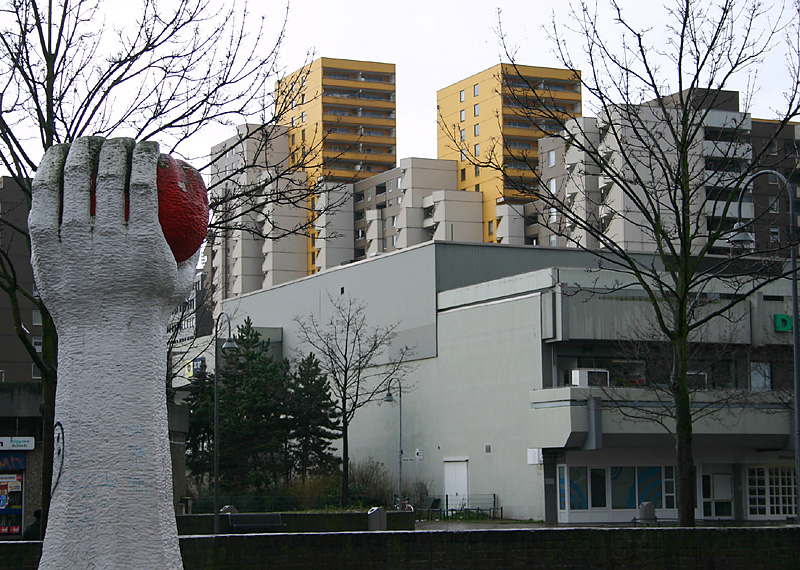
Chorweiler Zentrum

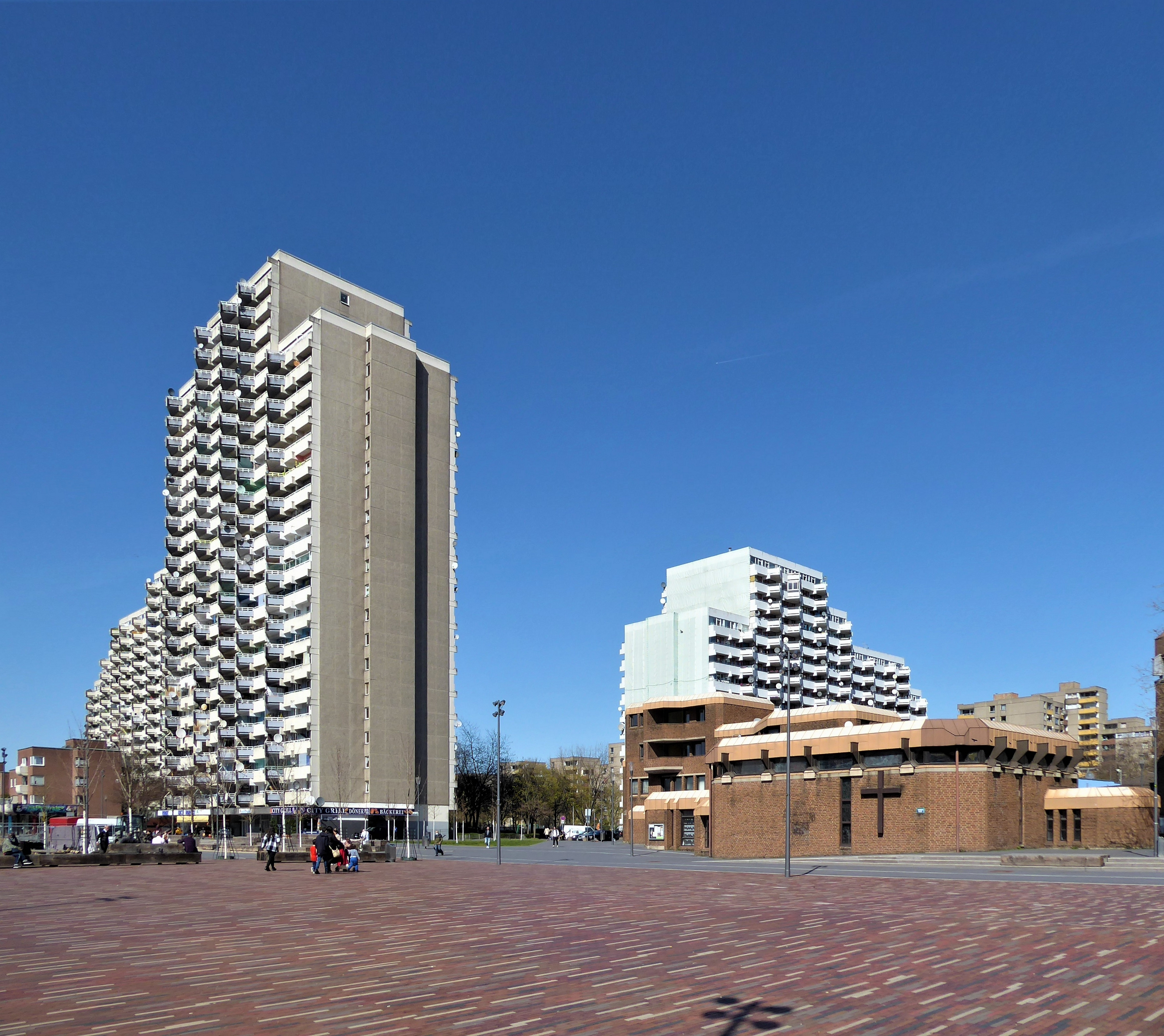
Pariser Platz in Chorweiler

In den 1980er Jahren zeigten sich die negativen Auswirkungen der inzwischen als verfehlt betrachteten Wohnungsbaupolitik: Durch Sanierung von Wohnraum im Innenstadtgebiet und dem generellen Trend, wieder eher stadtnah oder auch in Altbauten zu wohnen, wurde das Leben in der Trabantenstadt weniger attraktiv. Einzig die niedrigen Mietkosten waren noch ein Grund, nach Chorweiler zu ziehen. Ein Ausländeranteil von 41 % und eine starke Konzentration sozial schwacher Einwohner waren die Folge.
Chorweiler entwickelte sich zu einem sozialen Brennpunkt. Viele Wohnungen standen leer und die umgebende Infrastruktur war verwahrlost. Um den weiteren sozialen Abstieg Chorweilers zu verhindern, beschloss der Kölner Stadtrat im Jahr 1985 ein Ergänzungsprogramm, um die Lebens- und Wohnqualität im Stadtteil zu verbessern.
Die erste Stufe des Programms (1987 bis 1989) setzte den Schwerpunkt auf Stadterneuerungs- und Sanierungsmaßnahmen. Zunächst wurde 1987 das Büro für Bürgerbeteiligung eröffnet. Generell war das Ergänzungsprogramm von hoher Einbeziehung der Bewohner gekennzeichnet. Überdimensionierte Verkehrsinfrastruktur wurde zurückgebaut und stattdessen verkehrsberuhigte Bereiche und Grünflächen (Olof-Palme-Park) geschaffen. Gleichzeitig wurde ein Jugendzentrum gebaut und ein ungenutztes Schwimmbad in eine Werkstatt für die Chorweiler Selbsthilfe e. V., eine Selbsthilfegruppe, umgewandelt.
Mit dem Start der zweiten Stufe (1989 bis 1997) wurde eine Trägergesellschaft aus Stadtplanern, Architekten und Sozialarbeitern, die Gesellschaft für Stadterneuerung mbH (GfS) eingesetzt, die ihr Büro in Chorweiler eröffnete. Neben der Verbesserung des Wohnumfeldes standen nun vor allem auch die Arbeitsplatzbeschaffung und die Förderung der wirtschaftlichen und sozialen Situation im Mittelpunkt. Als Maßnahme gegen die vergleichsweise hohe Arbeitslosigkeit des Stadtteils wurde ein Handwerkshof gegründet, in dem neben Handwerksbetrieben auch verschiedene Programme der Berufsvorbereitung, Weiterbildung und Qualifizierung stattfanden; außerdem gab es soziale Beratungsstellen. Der Handwerkshof wurde zu einem Modellprojekt in Nordrhein-Westfalen. Die GfS wurde 1996 aufgelöst.
Im Jahr 1997 wurde die Sanierung des Stadtteils in das NRW-Landesprogramm Stadtteile mit besonderem Erneuerungsbedarf – Soziale Stadt einbezogen, das einen starken Fokus auf die Kinder- und Jugendarbeit legt.
Um die Sozialstruktur zu fördern, wird Bauland im Stadtteilgebiet Chorweiler heute überwiegend für privat finanzierte Projekte bereitgestellt. Außerdem wird gezielt die Ansiedlung von Freizeit- und Bildungsorganisationen gefördert, die über den Stadtteil hinaus Bedeutung haben. So zog 2001 die Geschäftsstelle der Arbeiterwohlfahrt Mittelrhein e. V. nach Chorweiler, außerdem gibt es eine Waldorfschule, das Freizeitbad Aqualand Köln und das Einkaufszentrum City-Center Chorweiler.

## Bevölkerungsstatistik
Struktur der Bevölkerung von Köln-Chorweiler (2021):
- Durchschnittsalter der Bevölkerung: 40,9 Jahre (Kölner Durchschnitt: 41,4 Jahre)
- Ausländeranteil: 38,7 % (Kölner Durchschnitt: 19,3 %)
- Arbeitslosenquote: 18,4 % (Kölner Durchschnitt: 8,6 %)

2015 hatte Chorweiler einen Migrantenanteil von 80 Prozent.
Jedes zweite Kind lebte in einer Familie die Leistungen nach SGB II bezieht. Etwa 80 Prozent der Wohnungen in Chorweiler wurden 2015 vom Staat bezuschusst.

### Einwohnerzahlen
| Jahr | Einw.  |
| ---- | ------ |
| 1990 | 14.721 |
| 1995 | 15.122 |
| 1999 | 14.711 |
| 2000 | 14.848 |
| 2005 | 13.932 |
| 2010 | 13.869 |
| 2015 | 13.861 |
| 2016 | 13.324 |
| 2017 | 13.229 |

## Infrastruktur

### Bildung

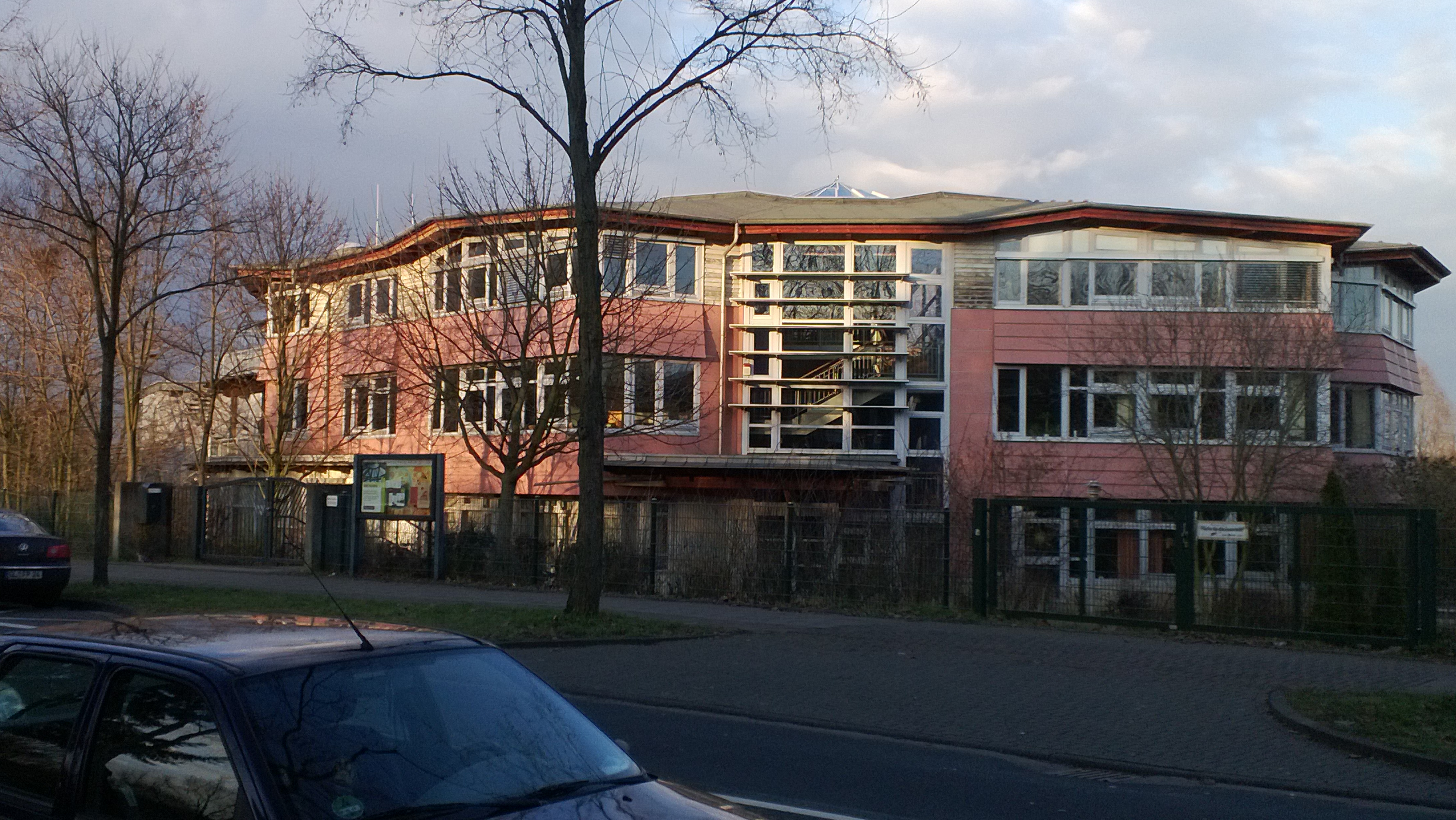
Waldorfschule in Chorweiler-Nord

In Chorweiler befinden sich die Heinrich-Böll-Gesamtschule, eine Grundschule und eine Waldorfschule. Realschule und Hauptschule sind im unmittelbar südlich anschließenden Seeberg-Nord gelegen, das nächstgelegene Gymnasium ist in Weiler/Volkhoven, etwa 1,5 km entfernt.
Auch die Volkshochschule bietet diverse Kurse in Chorweiler an.

### Sport und Freizeit

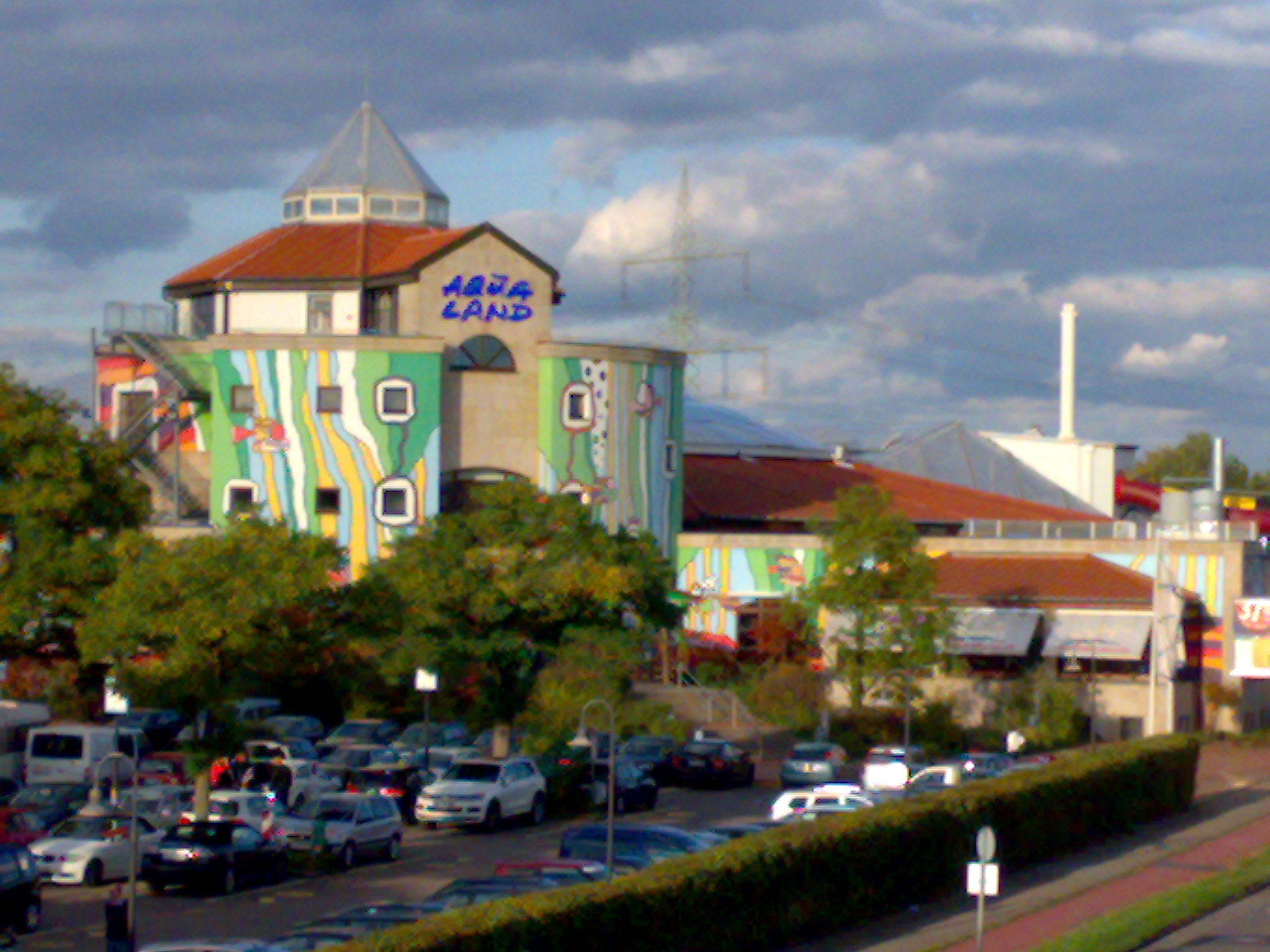
Freizeitbad Aqualand

Im Komplex des Bürgerzentrums befinden sich außer dem Bezirksrathaus ein Hallenbad, eine Zweigstelle der Stadtbücherei, ein Jugendzentrum und ein Veranstaltungssaal mit etwa 800 Plätzen. Kleinere Räume können von den Bürgern für private Feiern gemietet werden.
Neben der Gesamtschule liegt eine Bezirkssportanlage mit drei Fußballplätzen. Die Turnhallen der Schulen werden außerhalb der Schulzeit ebenfalls für den Vereinssport genutzt. An der Merianstraße liegt das weit über die Stadtgrenzen bekannte Spaßbad Aqualand. In Chorweiler Nord befindet sich neben der Waldorfschule eine Kletterhalle.
Bereits zum Stadtteil Seeberg zählend, befindet sich an der Merianstraße eine Tennisanlage mit mehreren Außen- und Hallenplätzen. Außerdem gibt es in Seeberg einen Reiterhof auf dem Gelände des ehemaligen Gutshofs Oranjehof.
Zwischen Chorweiler-Nord und Fühlingen wurden zahlreiche Kleingärten angelegt, die überwiegend von den Bewohnern Chorweilers und Seeberg-Nords gepachtet sind.
Zum Freizeitbereich gehören auch die großzügigen Parkanlagen, welche im Osten bis zum Naherholungsgebiet Fühlinger See reichen und im Süden nach der Überquerung der Autobahn in den Äußeren Grüngürtel übergehen. Im Norden ist ebenso ein Übergang in das Naturschutzgebiet Worringer Bruch geplant und im Nordwesten liegt nur wenige hundert Meter entfernt das Waldgebiet rund um das Wasserwerk Weiler.

### Einkaufsmöglichkeiten

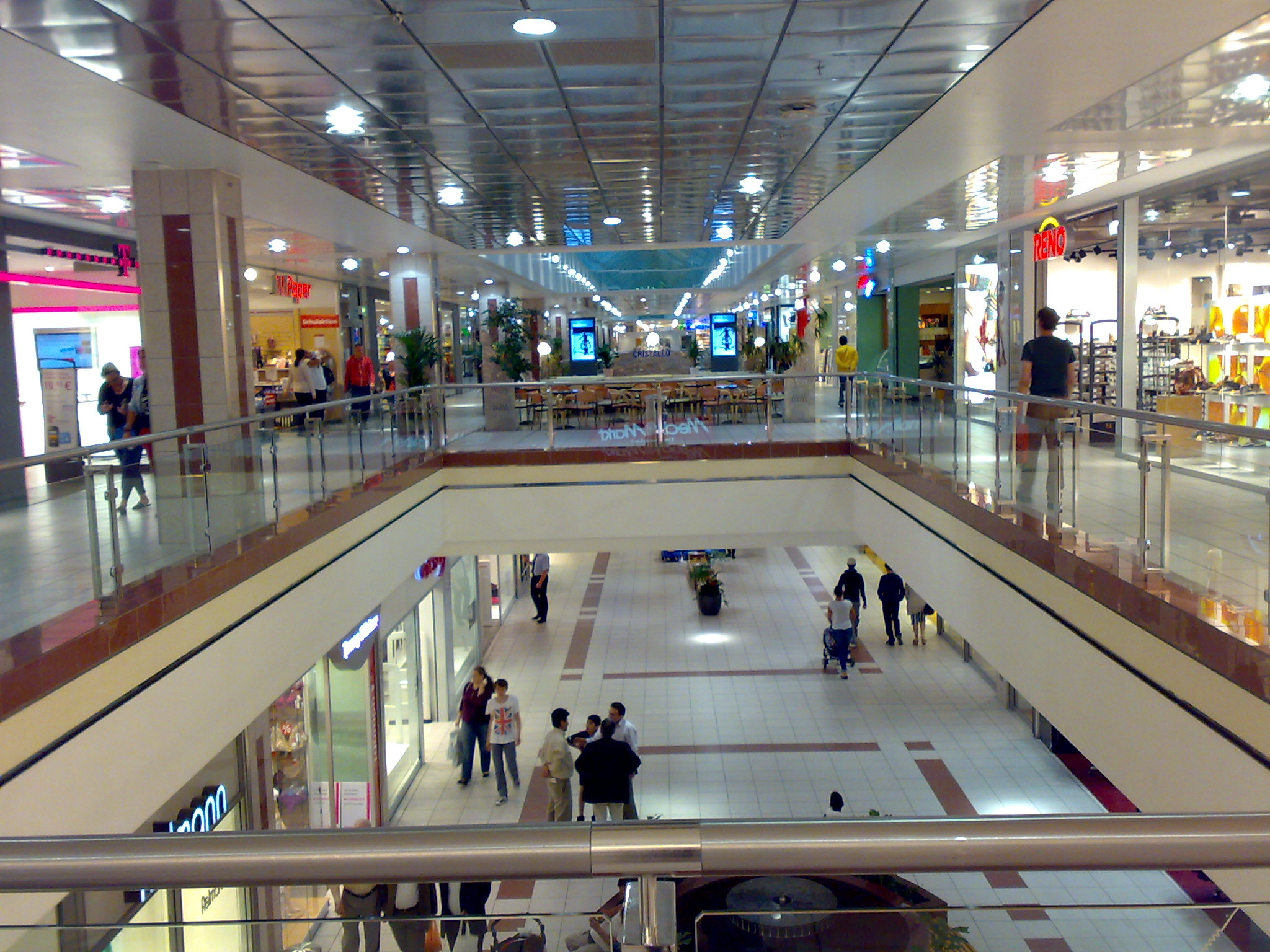
Einkaufszentrum City-Center Chorweiler

Im Zentrum Chorweilers liegt ein zweistöckiges Einkaufszentrum mit etwa 120 Ladenlokalen, zwei Supermärkten und zahlreichen Gastronomiebetrieben. Alle Waren des täglichen Bedarfs sind hier erhältlich. Zudem ist mit der S-Bahn innerhalb von 15 Minuten die Kölner Innenstadt mit ihren zahlreichen Geschäften zu erreichen.
Einige weitere Geschäfte sind in Chorweiler-Nord zu finden.

### Verkehr
Straßenverkehr
Chorweiler besitzt eine Anschlussstelle an die Bundesautobahn 57. Die Auffahrt ist nur in die Fahrtrichtung Köln möglich, die Abfahrt nur aus Köln kommend. Die Mercatorstraße ist eine Kraftfahrstraße, die in südlicher Richtung Chorweiler mit dem Militärring und dem Stadtteil Longerich verbindet. In nördlicher Richtung führt sie nach Blumenberg. Frühere Planungen sahen vor, die Straße weiter nördlich in Köln-Roggendorf wieder auf die A 57 zu führen. Über die Merianstraße, eine weitere vierspurig ausgebaute Straße, ist die Anschlussstelle Köln-Niehl der A 1 schnell zu erreichen.
Öffentlicher Personen Nahverkehr

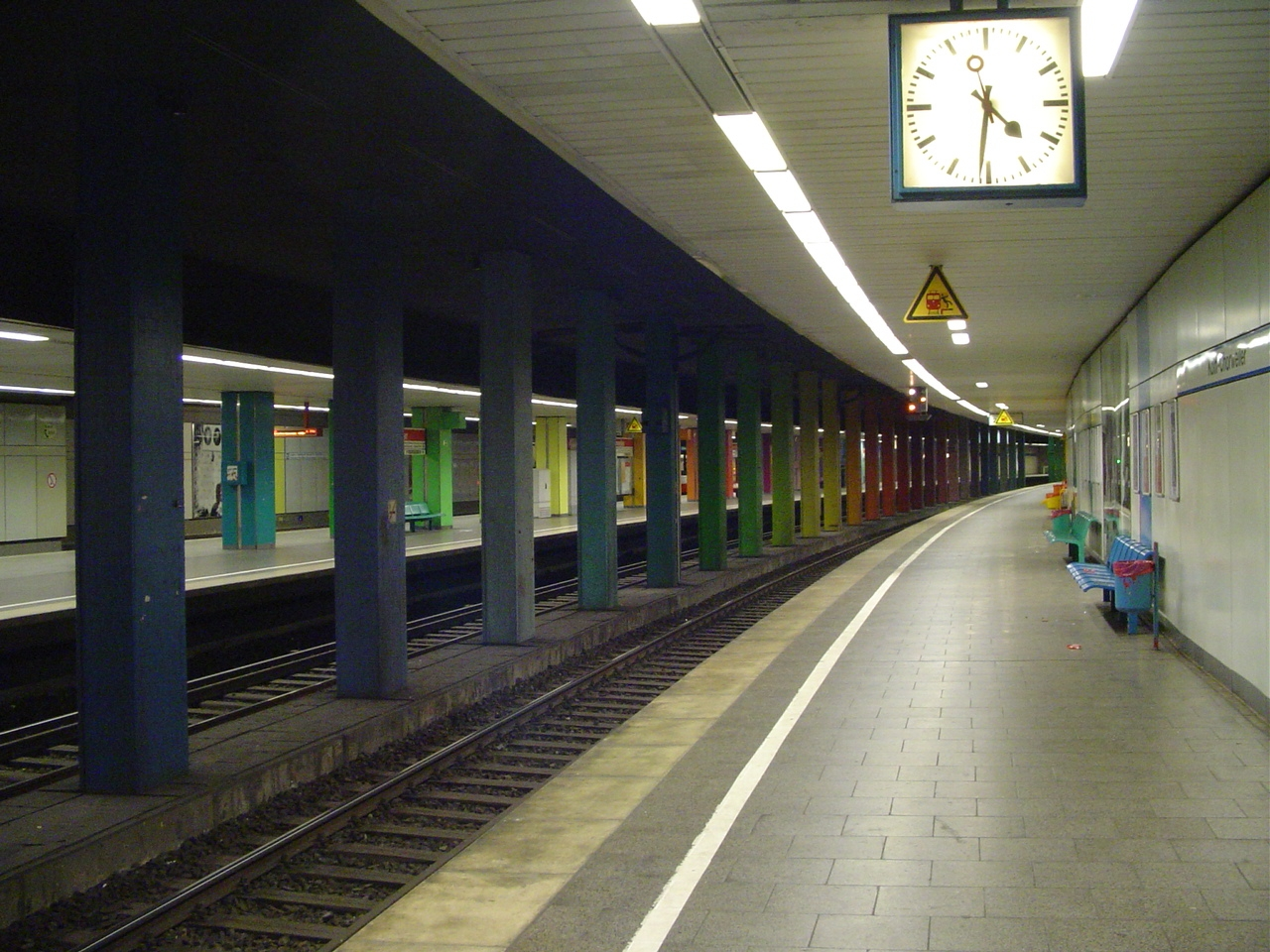
S/U-Bahn-Station Köln-Chorweiler

Chorweiler ist durch eine S-Bahnlinie, eine Stadtbahnlinie und mehrere Buslinien an das öffentliche Verkehrsnetz Kölns angeschlossen. Die S-Bahnlinie 11 (in den Hauptverkehrszeiten verstärkt durch die S6) zweigt aus Richtung Köln Hbf in Köln-Longerich von der Linksniederrheinischen Strecke ab und durchquert Chorweiler, bevor sie hinter Köln-Blumenberg wieder auf die Strecke nach Neuss und Düsseldorf trifft. In Chorweiler wird die S-Bahn-Strecke unterirdisch geführt und hält an den Tunnelbahnhöfen Chorweiler und Chorweiler Nord.
Im Bahnhof Chorweiler endet im Bahnhofskomplex der S-Bahn die Stadtbahnlinie 15. Diese Linie beginnt am Ubierring im Stadtteil Neustadt-Süd und fährt über den Ringe-Tunnel, Nippes, Weidenpesch, Longerich und Heimersdorf nach Chorweiler. Wie die anderen über die Ringe fahrenden Linien wird auch die Linie 15 mit Niederflurfahrzeugen betrieben.
Daneben verkehren in Chorweiler fünf Buslinien:
- 120 Blumenberg – Chorweiler – Fühlingen – Worringen – Roggendorf/Thenhoven
- 121 Langel – Merkenich – Chorweiler – Longerich – Bilderstöckchen – Neusser Straße/Gürtel
- 122 Weidenpesch – Seeberg – Chorweiler – Pesch
- 125 Weiler – Chorweiler – Longerich – Pesch – Esch – Pulheim-Sinnersdorf
- 126 Bocklemünd – Mengenich – Auweiler – Esch – Weiler – Chorweiler

### Religionen
Am Pariser Platz schräg gegenüber dem Bezirksrathaus befindet sich die katholische Pfarrkirche Hl. Papst Johannes XXIII. mit Nebengebäuden. Bis zur Weihe durch Kardinal Meisner im März 2009 trug die Kirche 28 Jahre den Namen St. Johannes in der Neuen Stadt. 2010 wurden die Pfarreien Chorweiler, Merkenich und Heimersdorf unter dem neuen Namen zusammengelegt.
Der Pfarrsaal der katholischen Kirchengemeinde wurde Ende 2007 an die Synagogengemeinde verkauft, welche ihn zum jüdischen Gemeindezentrum umbaute und es im April 2009 eröffnete. In ihm sind vor allem russischsprachige Juden organisiert, welche durch Einwanderung aus Nachfolgestaaten der Sowjetunion in Chorweiler überproportional stark vertreten sind.
In direkter Nachbarschaft befindet sich auch die Stadtkirche der evangelischen Kirchengemeinde Köln-Neue Stadt, deren Gemeindebereich neben Chorweiler die Stadtteile Seeberg, Heimersdorf, Blumenberg und Volkhoven/Weiler umfasst. Sie hat den Status eines Multifunktionsgebäudes inne.
Wegen des hohen Anteils von Einwanderern vor allem aus der Türkei und ihrer Nachkommen sind in Chorweiler die islamische Gemeinde und die christlich-orientalische Gemeinde ebenfalls stark vertreten.
Ursprünglich ebenfalls direkt im Zentrum von Chorweiler vorgesehen, errichtete die türkisch-islamische Gemeinde in Chorweiler ein Gemeindezentrum mit Moschee im benachbarten Feldkassel. Unabhängig davon wurde ein weiteres islamisches Gemeindezentrum an der Elbeallee in Chorweiler-Nord eingerichtet.
Die Gemeindezentren der syrisch-orthodoxen Kirchengemeinde, der rum-orthodoxen Kirchengemeinde und der alevitischen Gemeinde befinden sich in Seeberg. Nur etwa 4 Kilometer südlich, im Stadtteil Longerich, befindet sich das Kölner Gotteshaus der äthiopisch-orthodoxen Kirche.
Ebenfalls befindet sich in Seeberg eine neuapostolische Kirche, dessen Gemeindebereich neben Seeberg auch die Stadtteile Chorweiler, Blumenberg, Heimersdorf, Lindweiler, Longerich, Pesch und Volkhoven/Weiler umfasst.

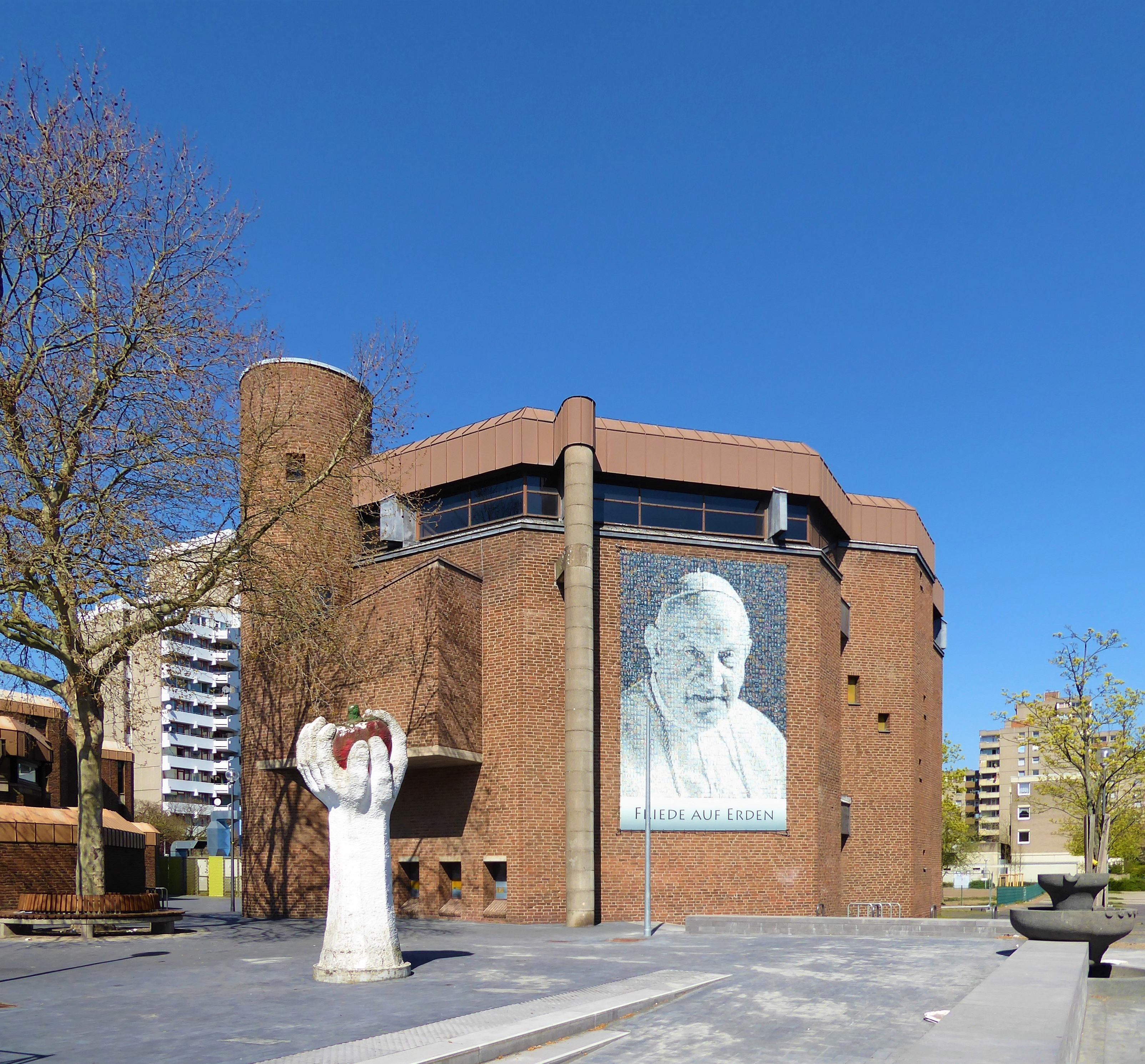
Katholische Pfarrkirche
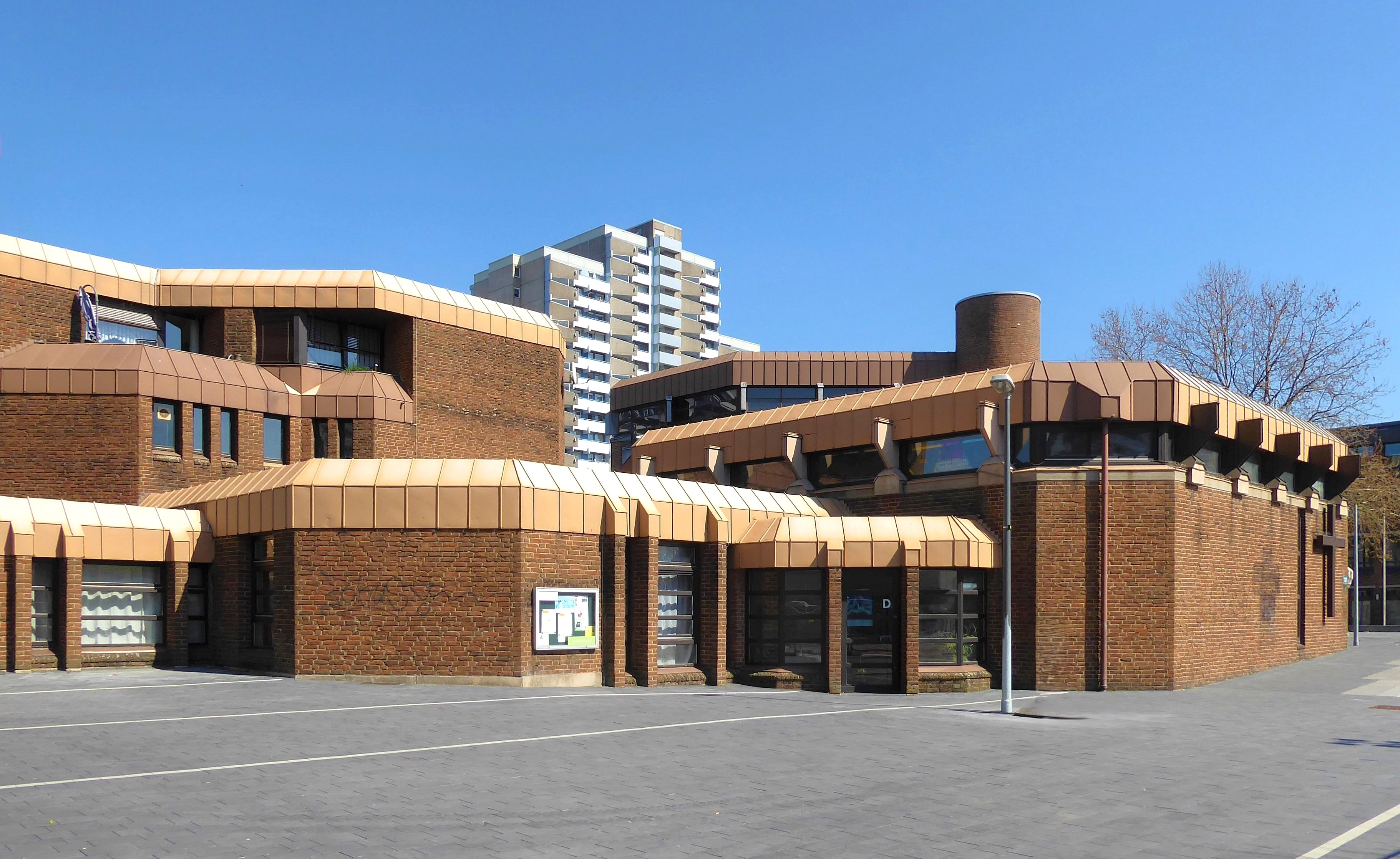
Evangelische Stadtkirche
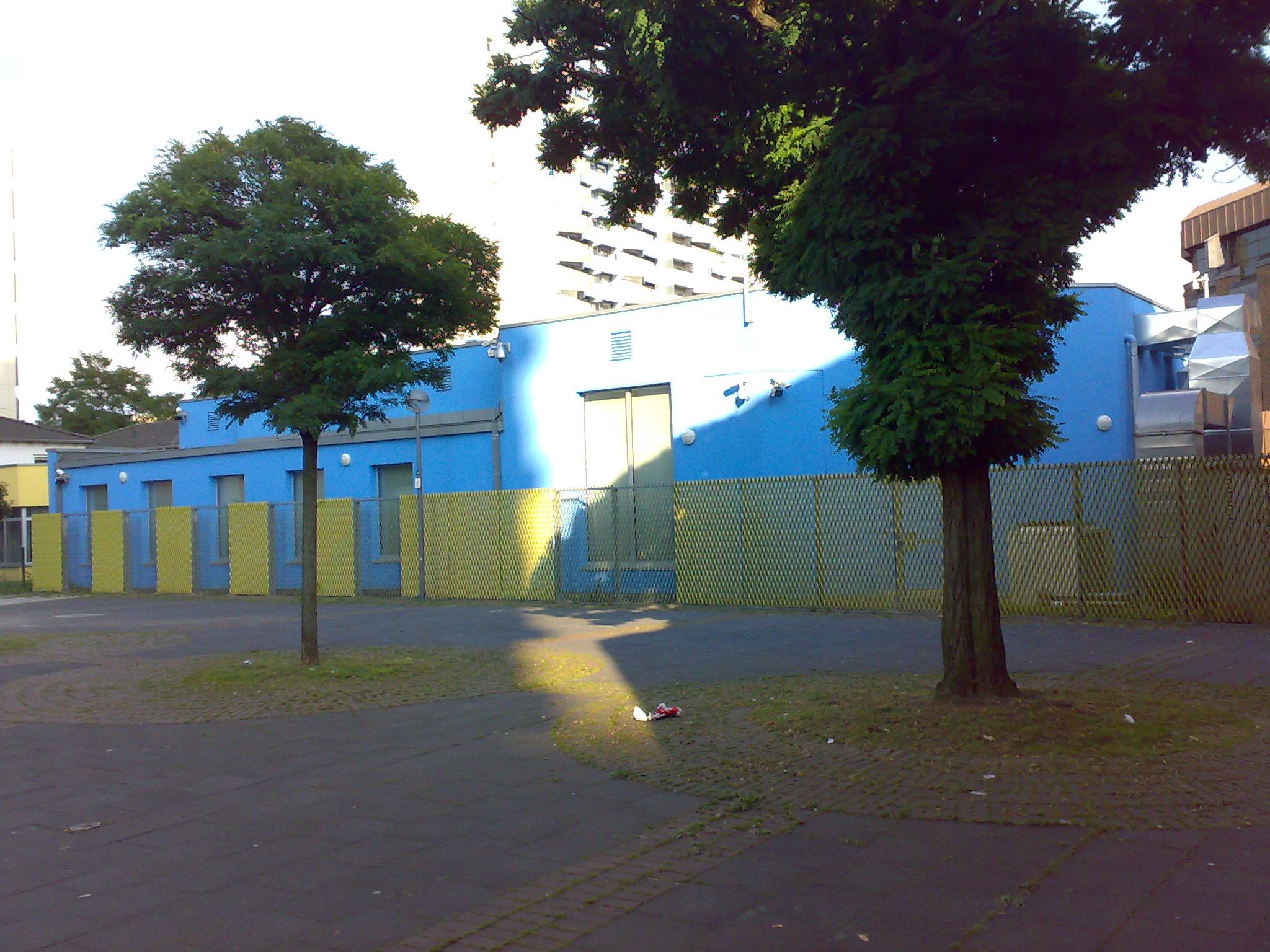
Jüdisches Begegnungszentrum
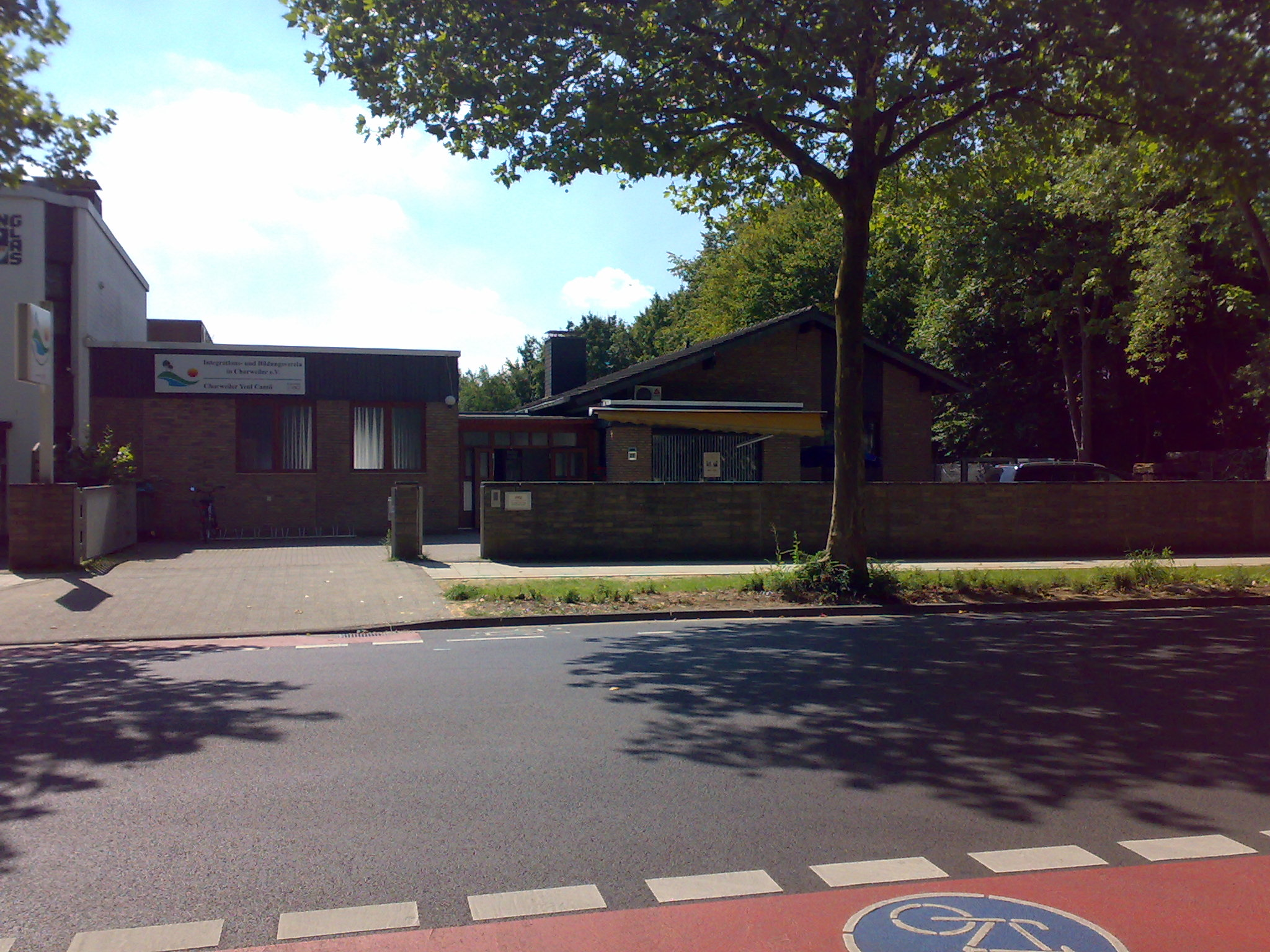
Moschee in Chorweiler-Nord